# جان لوئر
جان لوئر (انگلیسی: Jon Leuer، زاده ۱۴ مه ۱۹۸۹) بازیکن بسکتبال اهل ایالات متحده آمریکا است.
وی سابقه بازی در تیم‌هایی همچون میلواکی باکس، کلیولند کاوالیرز، ممفیس گریزلیز، فینیکس سانز و دیترویت پیستونز را در کارنامه دارد.